# Accession Records
Accession Records ist ein deutsches Independent-Label, das von Adrian Hates, dem Frontmann der Band Diary of Dreams, im Jahr 1995 gegründet wurde.
In der Anfangszeit wurden nur eigene Alben auf dem Label veröffentlicht, aber ab 1999 wurden Verträge mit anderen Bands unterzeichnet. Gleichzeitig wurden Verbindungen zu Partnerlabels in Übersee geknüpft – dem kanadischen Scratched! und dem amerikanischen Metropolis Records.
Die Musik der unter Vertrag stehenden Bands wird hauptsächlich den Bereichen Gothic, Dark Wave, Neo-Folk, (New) Wave, EBM und Industrial zugerechnet.
Zwischen 2001 und 2006 wurden drei Sampler-Alben mit Hit-Singles oder unveröffentlichten Tracks der Label-Bands unter dem Namen „Various Artists Volume 1-3“ veröffentlicht:
- Various Artists Volume 1 mit u. a. Assemblage 23 – ‘Anthem (Stronghold)’, Diary of Dreams – ‘Bladerunner 2001 instrumental’, und Psyche – ‘Unbreakable’.[2]
- Various Artists Volume 2 mit u. a. SITD – ‘Locked in syndrome (Aphelion)’[3]
- Various Artists Volume 3 mit u. a. Faderhead – ‘Bassgod’[4]

## Bands
- Angels of Venice
- Assemblage 23
- Audioscope
- Belief
- Build 23
- Claire Voyant
- Cleaner (Cleen, Clear Vision)
- Clear Vision
- Coma Alliance
- .com/kill
- Cut.Rate.Box
- Cyber Axis
- Diary of Dreams
- Diorama
- Distorted Reality
- Faderhead
- Haujobb
- Human Decay
- Lights of Euphoria
- Nerve.Filter
- Painbastard
- Painkillers
- Panzer AG
- Plastic
- Psyche
- Silence
- Sinin
- SITD
- Slave Republic
- Spektralized